# Вест Џордан (Јута)
Вест Џордан (енгл. West Jordan) град је у америчкој савезној држави Јута.

## Демографија
По попису из 2010. године број становника је 103.712, што је 35.376 (51,8%) становника више него 2000. године.
| Група             | 2000.          | 2010.          |
| Белци             | 57.688 (84,4%) | 77.360 (74,6%) |
| Афроамериканци    | 434 (0,6%)     | 1.027 (1,0%)   |
| Азијати           | 1.393 (2,0%)   | 2.788 (2,7%)   |
| Хиспаноамериканци | 6.882 (10,1%)  | 18.364 (17,7%) |
| Укупно            | 68.336         | 103.712        |